# Ion Milu
Ion Milu (n. 10 august 1908, Brașov, Brașov, România – d. 18 septembrie 1982, Brașov, România) a fost un pilot român de aviație, as al Aviației Române din cel de-al Doilea Război Mondial.
Adjutantul șef av. Ion Milu a fost decorat cu Ordinul Virtutea Aeronautică de război cu spade, clasa Crucea de Aur (19 septembrie 1941) pentru că „în lupta aeriană dela Grigoriopol a doborât un avion sovietic”, clasa Crucea de Aur cu 2 barete (4 noiembrie 1941) „pentru eroismul dovedit în luptele aeriene dela Comrat, Duboșari și Fomima-Balka, când a doborât trei avioane inamice”, clasa Cavaler (16 februarie 1944) „pentru curajul și vitejia dovedită în luptele aeriene cu vânătoarea inamică, doborând 3 avioane. A executat 98 misiuni pe front.”, clasa Cavaler cu prima baretă (16 februarie 1944) „pentru curajul și vitejia dovedită în luptele aeriene cu vânătoarea inamică, reușind a doborî 4 avioane sovietice, executând 83 misiuni de vânătoare” și clasa Cavaler cu 2 barete (6 octombrie 1944).
A fost înaintat la gradul de ofițer de echipaj cl. III la 1 ianuarie 1943 și la gradul de ofițer de echipaj cl. II pe 23 ianuarie 1946.
Ion Milu s-a născut în inima țării, în comuna Dârste, Brașov, în 10 august 1908, pe când plaiurile sale natale făceau parte din imperiul Austro-Ungar, Ion Milu și-a urmat cu patimă destinul, devenind al treilea as al Aviației Militare Române.
Fost funcționar CFR și muncitor într-o fabrică brașoveană, eroul nostru la vârsta de optsprezece ani a urmat cursurile Școlii de pilotaj Tecuci, începând cu octombrie 1927 și a intrat în serviciul activ în 1928 ca sergent al forțelor aeriene. Urmează Școala de Piloți Perfecționare Buzău (1928 – 1929). Ca elev-pilot, sergent-instructor, instructor recruți, îl regăsim, între anii 1929 -1931, la Regimentul 2 aviație de gardă Cluj, Escadrila 1 Vânătoare.
Între 1931-1945 a înaintat până la gradul de adjutant aviator major și a avut sarcini legate de instrucția de zbor de zi și de noapte, fără vizibilitate, de tragere, pilotaj de înaltă acrobație, pilot recepționer și pilot de omologare și membru al diferitelor comisii militare. Printre altele, a zburat cu IAR-80 Type 0 (preserie) în escadronul experimental din Pipera.
Ion Milu a primit titlul de cel mai bun trăgător aerian din anii 1930-1938 acordată de regele Carol al II-lea.În 1940, adjutant aviator major Ion Milu a fost repartizat în Grupul 7  Vânătoare, care era înarmat cu noul Messerschmitt Bf 109 E. 
A participat la campania „Barbarossa” din iunie 1941 și a reușit să doboare 3 avioane sovietice(I-16) initial. Pe 28 August 1941 aterizează pe burtă după ce avionul lui a fost avariat în luptă.
Este decorat cu Ordinul Virtutea Aeronautică de război cu spade, clasa Crucea de Aur în 19 septembrie 1941 pentru că „în lupta aeriană de la Grigoriopol a doborât un avion sovietic” ajungând la 10 victorii, apoi în 4 noiembrie 1941 a fost decorat cu Ordinul Virtutea Aeronautică de război cu spade clasa Crucea de Aur cu 2 barete „pentru eroismul dovedit în luptele aeriene dela Comrat, Duboșari și Fomima-Balka, când a doborât trei avioane inamice” Apoi, Grupul 7  Vânătoare s-a întors în România, la fel ca majoritatea unităților românești.
S-a reîntors pe front în septembrie 1942. După începerea ofensivei sovietice, românii au fost înconjurați, dar în circumstanțe dramatice au reușit să scape. Milu a doborât un Pe-2 și un Il-2 și  într-o lună a obținut 5 victorii.
După reorganizare, în primăvara anului 1943 Grupul 7  Vânătoare a luptat din nou împotriva sovieticilor, ca parte a Jagdgeschwader 3 „Udet”⁠(en)[traduceți] . Ajutantul aviator major Milu a făcut parte și el din celebra flotilă Udet, alături de celebri piloți de vânătoare români.  În martie 1943, aviatorii conduși de Mihai „Leu” Romanescu (comandor) și Radu Gheorghe (comandantul Grupului 7) ajung la Dniepro fiind întâmpinați la coborâre de colonelul aviator Wolf Dietrich Wilcke (poreclict „Furst”, trad. „Prințul”), comandantul Flotilei, secundul acestuia, maior aviatorul Kurt Brandle și comandantul Grupului 3 din cadrul Flotilei Udet, herr Wolfgang Ewald, sub comanda căruia aviatorii români urmau să opereze.
Piloții de vânătoare români au refuzat categoric să lupte în uniforme și cu grade germane. Wilcke (comandantul flotilei Udet) primește șocat refuzul românilor și anunță la Berlin situația creată. După două zile vine răspunsul de la Oberkommando der Wermacht:„Românii vor purta uniformele țării lor”.
Piloții nostri nu au fost nici de acord să zboare si sa lupte pe avioane Messerschmitt bf-109 G, cu însemne germane.
Wilcke a făcut o criză de nervi când a auzit că românii nu vor pilota alte avioane decât cele cu inscripții românești si raportează noua situație. După trei zile de așteptare, Wilcke se prezintă în fața grupului român însoțit de toți ofițerii din statul său major.
„Cu toată opoziția forurilor de decizie ale Flotilei de Vânătoare Udet, însuși mareșalul Hermann Goring a ordonat ca pe avioanele românilor să fie vopseasite imediat cu însemnele și culorile Aviației Regale Române”.
Peste noapte, tehnicienii germani de la baza din Dniepropetrovsk vopsesc perfect toate cele 40 de Messerschmitt-uri, care arătau ca ieșite din fabrica de la I.A.R. cu crucea „M” tricolora pe aripi.
A fost un act de onoare și patriotism a celor 40 de piloți ai aviației de vânătoare regale românești din acea perioadă.
Pe 10 aprilie 1943, 10 Messerschmitt Bf 109G-2 românești au atacat aeroportul sovietic la nord de Voroshilovgrad. Au distrus 5  avioane Pe-2 la sol. În timp ce nemții au confirmat toate victoriile, românii au recunoscut doar două, așa că Ion Milu, Nicolae Burileanu și Tiberiu Vinca au pierdut fiecare câte o victorie, din cauza birocraților care nu au fost niciodată in prima linie.
Pe 6 mai 1943, jackpot: 3 avioane sovietice doborâte într-o bătălie aeriană epică. La 3:45 a decolat cu Gheorghe Firu, fiecare cu câte 200 kg de bombe. Sarcina lor era să bombardeze bateria de artilerie. La o altitudine de 2000 de metri, au observat o mare formație a Forțelor Aeriene Sovietice (18x Il-2 și 20x La-5) care se îndreptau spre zona de aterizare. S-au grăbit la destinație pentru a-și lăsa bombele și a se întoarce. Atacând de jos, a forțat inamicul să întrerupă aterizarea, permițându-i tovarășilor să decoleze și să se alăture luptei. A doborât un La-5, dar 10 dușmani au țintit spre el. La 4.20, a întrerupt lupta după ce a doborât încă două La-5. Rămânea fără combustibil, deoarece proiectile de 20 mm i-a străpuns rezervorul de combustibil.
Atunci, el era încadrat în escadrila 57 aeriană (Grupul 7  Vânătoare) ca ofițer de echipaj clasa a treia, un grad comparabil cu cel de locotenent, o onoare foarte rară pentru un subofițer. Această escadrilă se afla sub comanda căpitanului Forțelor Aeriene Alexandru Serbanescu și îi includea pe locotenentul Teodor Greceanu, locotenentul Constantin Rozariu și subofițerul Ion Mucenica, unii dintre cei mai buni piloți ARR (acești tipi au câștigat în total aproximativ 120 de victorii până la sfârșitul războiului). Pe 6 iulie, o formație a decolat sub comanda comandantului Romanescu, sarcina lor fiind un atac la sol. Dar la o altitudine de aproximativ 600 m, avionul comandantului început să ardă. Cabina lui a fost rapid acoperită de fum, așa că nu a mai văzut nimic. A încercat să sară cu parasuta, dar era prea jos. Milu i s-a alăturat și l-a îndrumat până când au aterizat. Comandantul Romanescu a leșinat de șoc și fum. Locotenent-colonelul Milu a aterizat lângă el și l-a tras din avion.
August 1943 a fost o lună foarte bună pentru piloții români. Ion Milu a doborât pe 4 august cu Jak și a continuat cu două Il-2 pe 7 august. Milu a decolat alături de căpitanul Alexandra Serbanescu, Lungulescu și Naghirneac. După 20-25 de minute, au observat formatia de Il-2 însoțită de vanatoare. I-au surprins în momentul în care au început atacul asupra forțelor terestre. După o lovitură foarte precisă, Șerbanescu și Milu au trimis la pământ patru Il-2 (câte două). Luptătorii sovietici s-au retras împreună cu restul avioanelor lor de luptă.
16 august 1943 a fost cea mai bună zi a Grupului 7. Au obținut 22 de victorii confirmate și 5 probabile. Milu a fost eroul zilei cu cinci hit-uri: 2 hidroavioane Be-8 și 3 Il-2. Acesta este cel mai mare număr de victorii obținute de un pilot român într-o singură zi. Dar bucuria lui nu a durat mult. A primit vestea de acasă că soția sa, cu care era căsătorit din 1930, a murit acum o lună. Acum șansele fiicei sale de a deveni orfană au crescut semnificativ. Dar abilitățile și probabil norocul l-au ținut în viață până la sfârșitul războiului.
Pe 19 august1943, Milu și Gheorghe Firu au decolat pentru a treia misiune. S-au alăturat locotenentului Ion Dobran și Moldovean. Aceștia urmau să escorteze o formație de asalt românească ce zburau cu Hs-129B. Au fost surprinși de patru Jak-uri. Pe unul Milu l-a trimis rapid la pământ în flăcări. Dar au apărut încă opt LaGG-uri 3. Milu și coechipierul său (Firu) au luat urma noilor veniți și i-au lăsat cele 3 Jak-uri celorlalti doi. Deși au fost depășiti 1 la  4, au apărat avioanele Henschel 129B. Sovieticii au văzut că nu vor ajunge la Hs-129, așa că și-au desfășurat împotriva vânătorilor. Au reușit să-l înconjoare pe adjutantul Firu, dar Milu i-a venit în ajutor. Cu toate acestea, în curând și-a dat seama că nu au de a face cu începători. În spatele lui era un LaGG 3 sovietic „cu botul alb și o floare pe fuselaj” și auzea gloanțele lui perforând avionul său. A intrat brusc în picaj cu 7 sovietici în coadă, încercând să evite împușcăturile lor. În cele din urmă, a ajuns la liniile amice și a aterizat de urgență cu un avion care semăna mai degrabă cu un Emmental decât cu un avion.
A doua zi, generalul Dessloch, comandantul celei de-a 4-a Flotei Aeriene Germane, i-a acordat Crucea de Fier clasa întâi. Zece zile mai târziu , a primit cel mai înalt premiu militar al României: Ordinul Mihai Viteazu clasa a treia. Pe 30 august 1943, eroul brașovean intra în clubul restrâns al Cavalerilor Ordinului „Mihai Viteazul”.
În octombrie 1943, Grupul 9  Vânătoare a  înlocuit Grupul 7  Vânătoare de pe front. Cu toate acestea, unii piloți au rămas. Ion Milu era printre ei. După reorganizarea grupului, el se afla în escadrila 56 de vânătoare.
Pe16 februarie 1944 este decorat cu Ordinul Virtutea Aeronautică de război cu spade clasa Cavaler „pentru curajul și vitejia dovedită în luptele aeriene cu vânătoarea inamică, doborând 3 avioane. 
Odată cu sosirea primăverii anului 1944, războiul a ajuns la granița cu România și Grupul 9  vânătoare a trebuit să lupte din greu, pentru că acum erau mult mai multe în joc. Pe 15 aprilie, Milu a doborât un DB-3 și pe 17 aprilie, unul Il-2.
Pe 24 mai 1944, Milu a câștigat a 30-a victorie. A decolat de pe Aeroportul Tecuci pentru a reține la o altitudine de 6500 m zburând spre DB-3. L-a doborât. Când a ajuns la locul accidentului cu avionul de legătură pentru a confirma victoria, au găsit un trăgător din avionul doborât, care s-a predat lor fără rezistență. Cea de-a 31-a victorie a venit șase zile mai târziu, pe 30 mai. Căpitanul Șerbanescu, Milu și Mucenica escortau Ju-88A românesti . Ju-88 au fost atacați de 6 P-39. Vânătoarii au intervenit și Ion Milu a răspuns la focul sovietic doborând un P-39. De asemenea, Mucenica a reușit să obțină o victorie, deși după manevre dificile.
Din 6 iunie, Grupul 9  vânătoare a zburat misiuni împotriva raidurilor aeriene ale USAAF. Pe 11 iunie, au reușit să doboare cinci B-17. Milu a fost unul dintre câștigători. A fost primul său american. Al doilea a venit pe 15 iulie, din nou B-17, al treilea a fost P-38 pe 31 iulie. In 1944, ARR avea un sistem de puncte de acordarea de victorii asupra avioanelor inamice: pentru doborârea unui avion cu un singur motor a fost un punct / victorie, cu două și trei motoare două și pentru doborarea avioanelor cu patru și șase motoare au fost trei puncte / victorie .
O altă bătălie cu o imensă superioritate USAAF a avut loc pe 8 august. Căpitanul Constantin Cantacuzino a condus 18 avioane ale Grupului 9 de Vânătoare, care au fost trimise împotriva atacatorilor. Bombardierele au atacat de două ori. Milu a reușit să doboare un P-38. Imediat după aceea, a observat o formație de 40 de Mustanguri care se îndreptau către grupul său. I-a alarmat pe ceilalți și a încercat să-i evite pe americani, dar era prea târziu. Comenzile avionului sau nu au mai răspuns. Își dislocă umărul în timp ce deschidea cabina de pilotaj, dar reușește să sară și să deschidă parașuta. Este rănit și la piciorul stâng, dar supravietuiește. Puțin mai târziu în aceeași zi, a fost găsit și dus la un spital din Cioara Doicești – Ialomița.
Este decorat pe 6 octombrie 1944 „pentru curajul și vitejia dovedită în luptele aeriene cu vânătoarea inamică, reușind a doborî 4 avioane sovietice, executând 83 misiuni de vânătoare”  cu Ordinul Virtutea Aeronautică de război cu spade clasa Cavaler cu 2 barete 
S-a întors pe front în februarie 1945 cu Grupul 1 Vânătoare, dar până la sfârșitul războiului nu a mai obținut nicio victorie.
După război, mai mulți piloți români ar fi participat la un mare spectacol aerian din Wiener-Neustadt organizat de aliați la 1 iunie 1945. Acești piloți au fost rugați să demonstreze tehnologia și echipamentele germane, inclusiv Bf 109 G-6, și să ofere o comparație cu cele mai noi tipuri de avioane americane și sovietice. La întoarcerea la Miskolc, Milu a zburat cu locotenentul Dumitru Baciu. Au întâlnit mai multe P-51D-uri peste Ungaria și au bătut cu aripile ca un salut. Mustangurile se legănau pe aripi si ele în timp ce avioanele românesti treceau. Apoi o formație de Il-2 sovietic însoțită de Jak-3 a trecut câteva minute mai târziu. Românii au dat din nou din aripi,  sovieticii nu au salutat și au continuat să zboare în direcția opusă. Ultimile două Jak-uri au rupt brusc formația și i-au provocat pe cei doi români de pe Bf-109 Gustav. Milu se saturase de război (după 5 ani) și a decis să nu răspundă atacului. Lt Dumitru Baciu a ridicat siguranța, a virat intr-un picaj strâns. Aparent, locotenentul Forțelor Aeriene Române doborât unul dintre avioanele sovietice și s-a întors singur acasă cu 16 găuri în avion.
A fost înaintat la gradul de ofițer de echipaj cl. II pe 23 ianuarie 1946
În mai 1946 a primit Ordinul Mihai Viteazu cu spade Clasa a II-a. 
În 1949 era deja căpitan și lucra din nou ca pilot de testare pentru IAR (acum uzina de tractoare „Sovromtractor”). La 12 mai 1940, a decolat pentru prima dată cu un prototip IAR-811. În 1950, a testat IAR-813.
Decan de vârstă al Aeronauticii Regale în WW2, Ion Milu a continuat să-și lege numele de aviație și după 1945, între anii 1945-1947 a activat ca pilot de recepție al Ministerului Aerului la IAR Brașov și între anii 1947-1952 a fost ofițer cu diferite însărcinări la Flotila 3 Asalt Brașov, Reg. 7 Vânătoare Brașov și Divizia 68 asalt.
Dascăl de neînlocuit pentru câteva generații de piloți militari, Ion Milu a concurat permanent pentru titlul național de acrobație. Cu peste 600 de ieșiri la inamic, cotat cu al treilea număr de victorii în confruntări directe ( 40 + 5 avioane distruse la sol), aviatorul Ion Milu este o figură emblematică a Aviației.
A murit în  18 septembrie 1982 în orașul în care s-a născut acum 72 de ani, Brasov, fiind înmormântat la cimitirul Sf. Treime-Schei din Brașov. A fost al treilea cel mai bun as al aerului român din al doilea război mondial, cu 45 de victorii confirmate și 6 victorii probabile.
- 22 iunie 1941 - 23 Octombrie 1943: Grupul 7
- 24 Octombrie 1943 - 8 August 1944: Grupul 9
- Februarie - 9 Mai 1945: Grupul 1

## Decorații
- Ordinul „Virtutea Aeronautică” de război cu spade, clasa Crucea de aur (19 septembrie 1941)[4]
- Ordinul „Virtutea Aeronautică” de Război cu spade, clasa Crucea de Aur cu 2 barete (4 noiembrie 1941)[5]
- Ordinul „Virtutea Aeronautică” cu spade, clasa Cavaler (16 februarie 1944)[6]
- Ordinul „Virtutea Aeronautică” cu spade, clasa Cavaler cu o baretă (16 februarie 1944)[6]
- Ordinul „Virtutea Aeronautică” cu spade, clasa Cavaler cu 2 barete (6 octombrie 1944)[7]